# 시흥능곡고등학교
시흥능곡고등학교(始興陵谷高等學校)는 대한민국 경기도 시흥시 능곡동에 있는 공립 고등학교이다.

## 학교 연혁
- 2009년 1월 14일 : 완공(BTL 사업)
- 2009년 1월 2일 : 시흥능곡고등학교 12학급 설립 인가
- 2009년 3월 1일 : 제1대 송병진 교장 취임
- 2009년 3월 3일 : 제1회 입학식(남 227명, 여 156명 계 383명)
- 2012년 2월 10일 : 제1회 졸업식(남 157명, 여 122명 계 279명)
- 2024년 1월 5일 : 제13회 졸업식(남 109명, 여 147명 계 256명)
- 2024년 3월 1일 : 제5대 이재선 교장 취임
- 2024년 3월 4일 : 제16회 입학식(남 162명, 여 156명 계 318명)

## 참고 자료
- 시흥능곡고등학교 - 한국교육학술정보원 학교알리미